# Numia subvectaria
Numia subvectaria là một loài bướm đêm trong họ Geometridae.